# Jake Cohen
Jacob Greer Cohen, detto Jake (in ebraico ג'ייקוב גריר "ג'ייק" כהן‎?; Bryn Mawr, 25 settembre 1990), è un ex cestista statunitense naturalizzato israeliano.

## Carriera
Con Israele ha disputato i Campionati europei del 2022.

## Statistiche

### College
| Anno      | Squadra           | PG  | PT  | MP   | TC%  | 3P%  | TL%  | RP  | AP  | PRP | SP  | PP   |
| --------- | ----------------- | --- | --- | ---- | ---- | ---- | ---- | --- | --- | --- | --- | ---- |
| 2009-2010 | Davidson Wildcats | 31  | 23  | 22,7 | 46,6 | 31,1 | 70,9 | 5,1 | 0,8 | 0,5 | 1,2 | 13,3 |
| 2010-2011 | Davidson Wildcats | 33  | 33  | 23,2 | 48,9 | 33,3 | 77,3 | 6,2 | 0,8 | 0,5 | 1,5 | 12,2 |
| 2011-2012 | Davidson Wildcats | 33  | 32  | 24,8 | 48,7 | 36,6 | 87,6 | 6,1 | 1,4 | 0,7 | 2,1 | 14,3 |
| 2012-2013 | Davidson Wildcats | 34  | 34  | 25,6 | 49,7 | 38,8 | 83,1 | 5,3 | 1,5 | 0,7 | 1,6 | 14,9 |
| Carriera  | Carriera          | 131 | 122 | 24,1 | 48,5 | 35,1 | 80,5 | 5,7 | 1,1 | 0,6 | 1,5 | 13,7 |

### Eurolega
| Anno      | Squadra          | PG  | PT | MP   | TC%  | 3P%  | TL%  | RP  | AP  | PRP | SP  | PP  |
| --------- | ---------------- | --- | -- | ---- | ---- | ---- | ---- | --- | --- | --- | --- | --- |
| 2013-2014 | Maccabi Tel Aviv | 4   | 0  | 3,9  | 20,0 | -    | -    | 0,2 | 0,2 | 0,2 | 0,0 | 0,5 |
| 2014-2015 | Maccabi Tel Aviv | 15  | 2  | 5,7  | 47,1 | 28,6 | 80,0 | 1,1 | 0,3 | 0,2 | 0,1 | 1,5 |
| 2017-2018 | Maccabi Tel Aviv | 19  | 0  | 7,6  | 45,2 | 50,0 | 77,8 | 1,6 | 0,2 | 0,1 | 0,0 | 2,1 |
| 2018-2019 | Maccabi Tel Aviv | 25  | 0  | 8,7  | 45,0 | 40,0 | 78,6 | 1,1 | 0,6 | 0,2 | 0,0 | 2,9 |
| 2019-2020 | Maccabi Tel Aviv | 24  | 3  | 13,4 | 53,1 | 45,2 | 68,4 | 2,0 | 1,0 | 0,5 | 0,1 | 5,4 |
| 2021-2022 | Maccabi Tel Aviv | 13  | 2  | 7,3  | 41,7 | 60,0 | 66,7 | 1,1 | 0,7 | 0,5 | 0,2 | 2,2 |
| 2022-2023 | Maccabi Tel Aviv | 27  | 17 | 12,2 | 43,9 | 26,5 | 81,2 | 1,8 | 1,1 | 0,2 | 0,0 | 3,0 |
| 2023-2024 | Maccabi Tel Aviv | 36  | 31 | 10,3 | 46,7 | 37,8 | 100  | 1,2 | 0,9 | 0,2 | 0,0 | 3,0 |
| Carriera  | Carriera         | 163 | 55 | 9,7  | 46,8 | 38,7 | 77,1 | 1,4 | 0,7 | 0,3 | 0,0 | 2,9 |

## Palmarès
- Campionato israeliano: 5

Maccabi Tel Aviv: 2017-2018, 2018-2019, 2019-2020, 2022-2023, 2023-2024
- Coppa di Israele: 2

Maccabi Tel Aviv: 2014-2015, 2025
- Coppa di Lega israeliana: 5

Maccabi Tel Aviv: 2013, 2017, 2021, 2022, 2024